# Maurice Boulanger
Maurice Julien Désiré Boulanger (Brussel, 13 april 1909 - onbekend) was een Belgische atleet, die gespecialiseerd was in de tienkamp. Hij nam eenmaal deel aan de Olympische Spelen en werd in twee disciplines vijfmaal Belgisch kampioen.

## Biografie
Boulanger werd in 1932 voor het eerst Belgisch kampioen op de tienkamp met een nieuw Belgisch record. In 1933 en 1934 volgden nog twee nieuwe titels. In 1934 nam hij op dit nummer deel aan de Europese kampioenschappen in Turijn. Hij werd negende met een nieuw Belgisch record.
In 1936 veroverde Boulanger de Belgische titel in het polsstokhoogspringen. Hij nam dat jaar op de tienkamp deel aan de Olympische Spelen van Berlijn. Hij werd zeventiende. In 1946 volgde nog een vierde Belgische titel op de tienkamp.

### Clubs
Boulanger was aangesloten bij CA Schaarbeek.

## Belgische kampioenschappen
| Onderdeel            | Jaar                   |
| -------------------- | ---------------------- |
| polsstokhoogspringen | 1936                   |
| tienkamp             | 1932, 1933, 1934, 1946 |

## Persoonlijke records
| Onderdeel            | Prestatie | Datum            | Plaats |
| -------------------- | --------- | ---------------- | ------ |
| polsstokhoogspringen | 3,40 m    | 8 september 1934 | Turijn |
| tienkamp             | 6391,09 p | 8 september 1934 | Turijn |

## Palmares

### polsstokhoogspringen
- 1936:  BK AC – 3,40 m

### tienkamp
- 1932:  BK AC – 6238,94 p (NR)
- 1933:   BK AC – 6067,650 p
- 1934:   BK AC – 6214,435 p
- 1934: 9e EK in Turijn - 6391,09 p (NR)
- 1936: 17e op OS in Berlijn – 5097 p
- 1946:  BK AC - 5013 p